# Mélodie en sous-sol
Pour plus de détails, voir Fiche technique et Distribution.
Mélodie en sous-sol est un film franco-italien réalisé par Henri Verneuil et sorti en 1963. Le long-métrage met en scène Jean Gabin et Alain Delon dans les rôles principaux.  Adaptation cinématographique du roman américain The Big Grab (1960) de John Trinian, Mélodie en sous-sol obtient un bon accueil critique et bénéficie d'un large succès public, avec 3,5 millions d'entrées en France.

## Synopsis
Dans un train de banlieue, tout en rêvassant aux récits de vacances des usagers voisins, un truand sexagénaire prénommé Charles, libéré une heure plus tôt après cinq années de prison, rentre chez lui dans son pavillon de Sarcelles, boulevard Henri Bergson. Il est perdu car la ville est en pleine reconstruction urbaine et il ne reconnait pas l'endroit où il a habité. Parvenant à son domicile, il est accueilli par son épouse Ginette. Elle lui propose de déménager dans le Midi afin d'y couler des jours heureux en tenant un commerce grâce au fruit de la vente immobilière. Charles veut toutefois achever sa carrière de braqueur par un gros coup, avant de se retirer à Canberra. Son compère Mario évoque de braquer le Palm Beach, l'hôtel-casino de Cannes. Mario dispose d'un plan détaillé de la salle des coffres mais, fatigué et malade, il refuse de participer. Charles se rabat sur Francis Verlot, compagnon de cellule de vingt-sept ans, vivant aux crochets de ses parents, garçon volontaire, impétueux et aux dents longues. Louis Naudin son beau-frère, honnête garagiste, est recruté comme chauffeur. À Cannes, Francis, sous l'identité d'un flambeur, doit faire ses entrées dans les coulisses du casino. Depuis cet espace il doit accèder à la cage de l'ascenseur menant au coffre du casino, dans le sous-sol de l'établissement. Il séduit Brigitte, jeune danseuse dont la troupe anime les soirées du casino.
Charles organise le coup, accompagné de Louis; il surveille les allées et venues de Grimp, directeur du Palm Beach, lequel rituellement, arrive en voiture, salue les employés et dépose les recettes dans la salle du coffre. Pris par sa relation avec Brigitte, Francis ignore les instructions de Charles, provocant une certaine tension. Charles souhaite annuler le casse mais Francis lui assure le respect du plan. Louis annonce aider Charles malgré tout mais ne veut plus sa part dans le hold-up, craignant de prendre goût au luxe et de se laisser tenter par d'autres contrats. Le soir du casse, Francis rompt avec Brigitte, préfèrant un ancien et riche amant. Le buffet d'adieu du ballet bouleverse le plan car Francis se cache, ce qui l'empêche de grimper immédiatement dans les cintres. Il finit néanmoins par y parvenir et informe Charles par les signaux lumineux convenus. Après avoir rampé dans le conduit de ventilation, Francis se pose sur la cage d'ascenseur, ouvre une trappe et pénètre dans la salle de comptage pour braquer Grimp et les employés du casino avec une mitraillette. Il fait ouvrir la porte blindée derrière laquelle  Charles l'attend. Ce dernier enfourne les liasses dans deux grands sacs et quitte la salle, suivi de peu par Francis, lequel planque ensuite les sacs dans sa cabine privée de piscine. À l'aube, Charles découvre en une du journal que Francis apparaît fortuitement sur une photo au casino. Charles redoute que cette publication représente un danger imminent car on pourrait le reconnaître. Charles ordonne de récupérer les sacs et de les lui porter près de sa table au bord de la piscine. Francis décide d'attendre près de la piscine, à l'opposé de la table de Charles car malgré l'heure matinale, journalistes et policiers ont investi le lieu, arpentant la baignade et condamnant l'échange des sacs dont, d'ailleurs, ils parlent à haute voix comme les seuls indices sûrs. De l'autre côté de la piscine, Charles, le regard inquiet derrière ses lunettes noires, voit la complexité de la situation. Francis laisse alors glisser les sacs dans le bassin. L'un des sacs s'ouvre et les billets remontent doucement, tapissant en quelques minutes la surface de la piscine sous les regards à la fois impassibles et navrés de Charles et Francis, alors que les policiers découvrent médusés les centaines de billets flottant à la surface de l'eau.

Photo des principaux interprètes
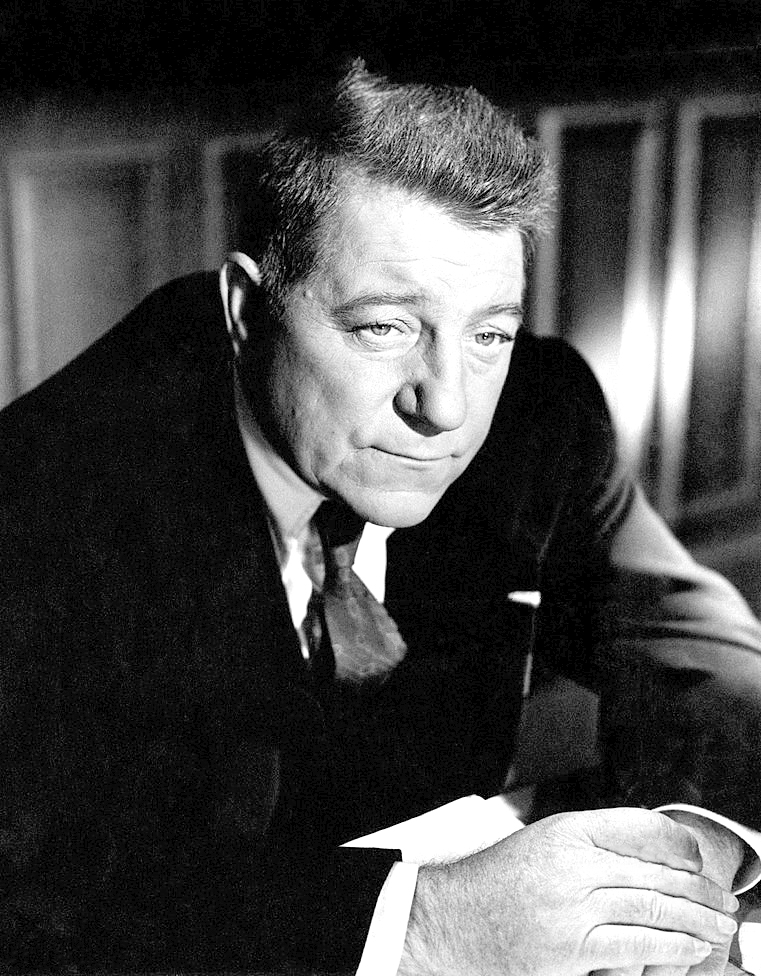
Jean Gabin
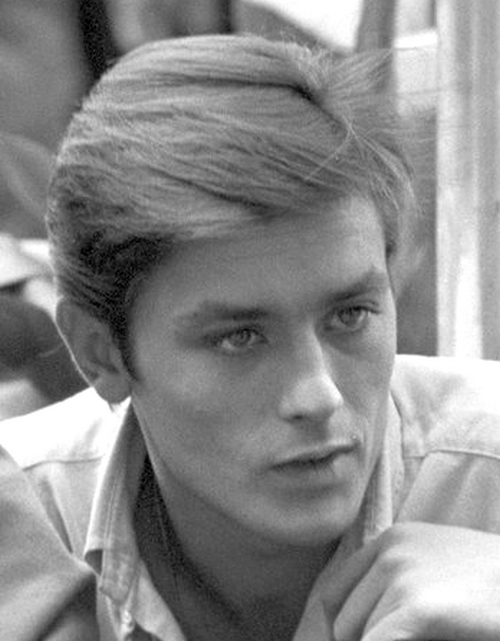
Alain Delon
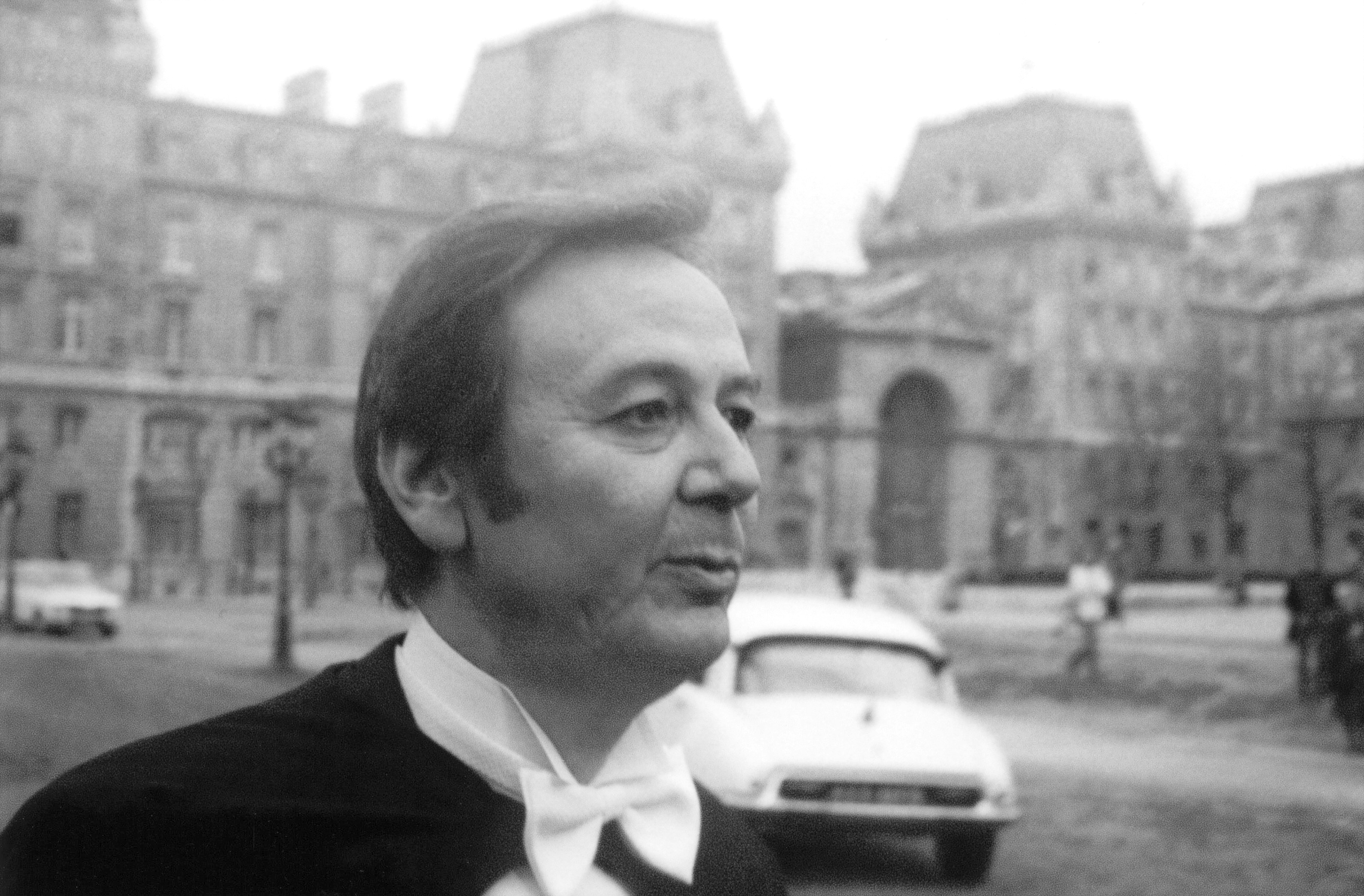
Maurice Biraud
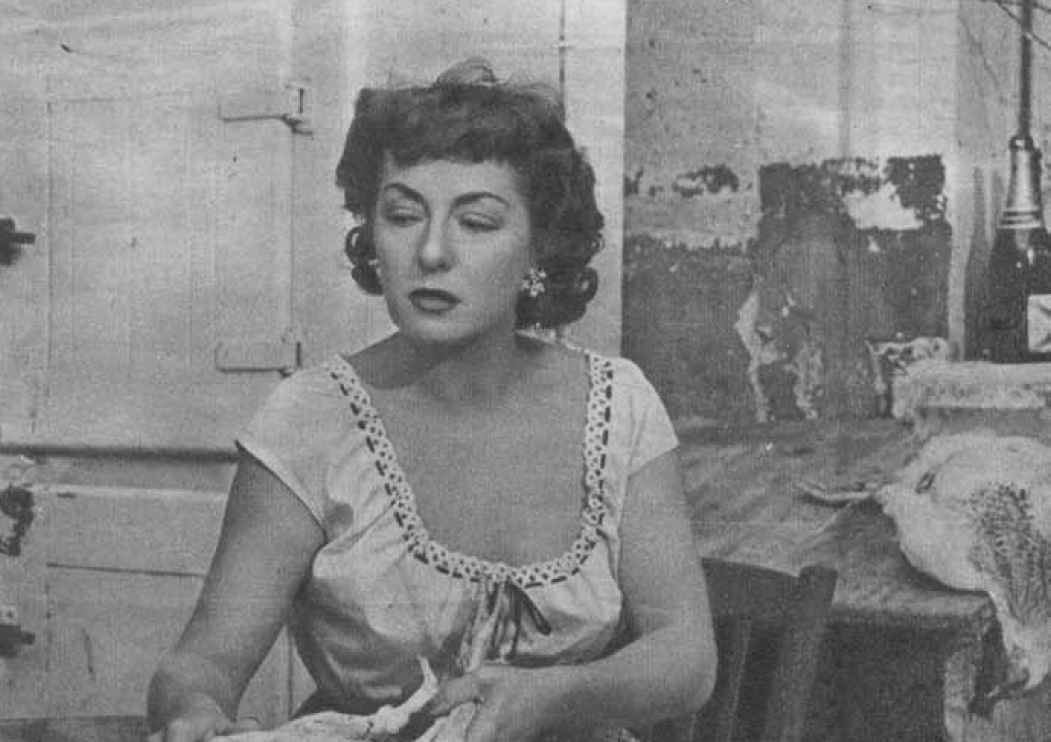
Viviane Romance

## Fiche technique

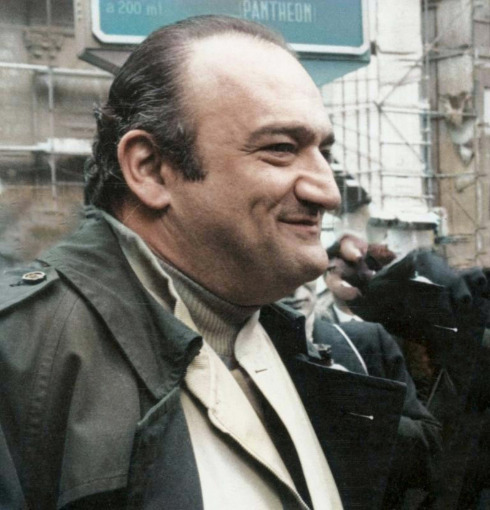
Henri Verneuil (en 1969). Photo retouchée et colorisée

- Titre original : Mélodie en sous-sol
- Titre international : Any Number Can Win
- Réalisation : Henri Verneuil (assisté de Claude Pinoteau et Costa-Gavras)
- Scénario : Albert Simonin, d'après le roman The Big Grab de John Trinian
  - Dialogues : Michel Audiard
- Décors : Robert Clavel assisté de Pierre Charron et d'Olivier Girard pour les décors plateau
- Photographie : Louis Page
- Cadreur : André Dumaître
- Son : Jean Rieul
- Montage : Françoise Bonnot (assistée de Michèle Boëhm)
- Musique : Michel Magne orchestré par Jean Gitton
- Générique : Jean Fouchet
- Production : Jacques Bar
- Directeur de production : Jacques Juranville
- Sociétés de production : CIPRA Films (Paris), Cité Films (Paris) et C.C.M Films (Rome)
- Société de distribution : Metro-Goldwyn-Mayer (France et États-Unis)
- Pays de production :  France,  Italie
- Langues originales : français et anglais
- Format : noir et blanc — 35 mm — 2,35:1 (DyaliScope) — son monophonique
- Genre : policier, drame, film de casse et romance
- Durée : 118 minutes[2] (103 minutes pour la version colorisée)
- Dates de sortie :
  - France : 19 mars 1963
  - Italie : 11 août 1963
  - Italie : 2 juillet 1970 (ressortie)
  - États-Unis : 8 octobre 1963 à New York
- Classification CNC[3] : tous publics, art et essai (visa d'exploitation no 26729 délivré le 26 mars 1963)
- Affiche : Roger Soubie (France)

## Distribution
- Jean Gabin : M. Charles
- Alain Delon : Francis Verlot
- Maurice Biraud : Louis Naudin
- Viviane Romance : Ginette, la femme de Charles
- Carla Marlier : Brigitte, jeune danseuse de la troupe des Blue Girls
- Dora Doll : la comtesse Doublianoff
- Henri Virlogeux : Mario, l'ex-truand malade
- José Luis de Vilallonga : M. Grimp, le patron
- Rita Cadillac : Liliane
- Anne-Marie Coffinet : Marcelle
- Jean Carmet : le barman
- Henri Attal : un copain de Francis
- Michel Magne : le chef d'orchestre du Palm-Beach
- Germaine Montero : Mme Verlot, la mère de Francis
- Dominique Davray : Léone, la femme de Mario
- Laure Paillette : l'habilleuse
- Claude Cerval : le commissaire
- Georges Wilson : Walter, le riche soupirant (rôle coupé au montage[4])
- Paul Mercey : le cafetier
- Jean-Jacques Delbo : le chorégraphe
- Robert Rollis : le représentant dans le train
- Charles Bouillaud : un voyageur du train
- Bernard Musson : un voyageur du train
- Louis Viret : un voyageur du train
- Antoine Marin : un voyageur du train
- Sylvain Lévignac : un voyageur du train
- Henri Poirier : un voyageur du train
- Robert Secq : l'employé des bains-douches
- Jean Minisini : Alfred, l'employé de surveillance aux bains-douches
- Olivier Mathot : le réceptionniste de la résidence
- Jacques Bertrand : un comptable de M. Grimp
- Marc Arian : un autre comptable
- Alain Janey : le barman de la résidence
- Pierre Collet : Camille
- Adrien Cayla-Legrand : l'employé du casino
- Rudy Lenoir : le caissier de M. Grimp
- Édouard Francomme : Marcel
- Odette Roger : la concierge du Palm-Beach
- Jean-Pierre Zola : le client des bains-douches
- Christian Brocard : le livreur de bouteilles
- Claudine Berg
- Pierre Vernet

## Production

### Genèse et choix des interprètes

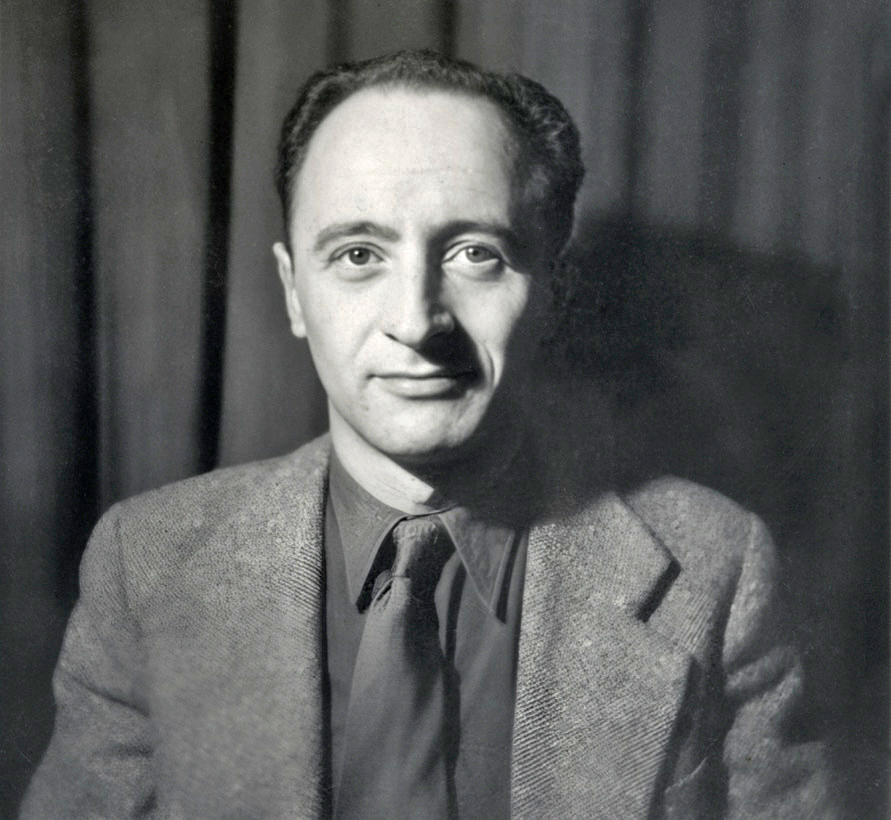
Michel Audiard (en 1952).

C'est le scénariste et dialoguiste Michel Audiard qui a eu l'idée d'adapter au cinéma le roman The Big Grab de John Trinian, publié en 1961 dans la collection Série noire sous le titre Mélodie en sous-sol et en fait part au producteur Jacques Bar. À l'origine, Henri Verneuil et Audiard avaient en tête de faire tourner Jean Gabin dans un film d’aventures sur les colonies en Orient ou en Afrique,. Mais l'acteur, ne voulant pas tourner hors des frontières françaises, a permis au réalisateur et au scénariste de bifurquer le projet vers un film de braquage dont l'action se déroulerait à Deauville, avant de changer le lieu pour Cannes.
Plus tard, les deux hommes, assistés par Albert Simonin, proposent à Gabin le script de Mélodie en sous-sol, lui promettent que le tournage aura lieu en France. La star accepte de participer au projet. Si la production était en partie franco-italienne, c'est la Metro-Goldwyn-Mayer qui en a assumé l'essentiel. Par rapport au scénario tiré du livre, Michel Audiard n'a modifié, apporté, ou retouché que vingt-cinq répliques. Ces rares répliques suscitent la surprise de la production qui pense avoir payé bien cher pour si peu. C'est en découvrant l'intégralité du scénario modifié par ces vingt-cinq mots d'auteur, constatant que les interventions d'Audiard sont savoureuses, qu'elle revient sur son impression et se félicite du bon investissement réalisé dans ce travail.
Pour le rôle de Francis, la production voulait engager Jean-Louis Trintignant, mais Alain Delon exprime la volonté de tourner dans Mélodie en sous-sol. Delon venait d'acquérir un statut international avec Plein Soleil et Rocco et ses frères et voulait améliorer sa cote auprès du public français, qui lui préférait Jean-Paul Belmondo, qui venait de tourner Un singe en hiver avec le trio Gabin, Verneuil et Audiard. Mais la Metro-Goldwyn-Mayer refuse de l'engager, Gabin leur suffisait comme tête d'affiche. Tenant particulièrement au projet, Delon renonça à son cachet — les producteurs acceptent qu'il participe au film s'il le fait gratuitement — et proposa de jouer dans le film en échange des droits sur le Japon, l'URSS et l’Argentine,. Une fois le film terminé, Alain Delon le fera sous-titrer en japonais, ira au Japon et trouvera une distribution au Japon. Le film remportera un succès et Delon gagnera beaucoup d'argent avec ses droits de production. Gabin n'en reviendra pas et clamera que Delon a alors gagné dix fois plus que lui. Henri Verneuil s'attribue ce subterfuge afin de contourner le fait que les producteurs américains trouvaient Alain Delon trop peu connu à leurs yeux.
Pour incarner l'épouse de Charles, Verneuil veut une actrice ayant travaillé auparavant avec Gabin. Gabin suggère le nom de Viviane Romance, qui avait partagé l'affiche avec l'acteur dans La Bandera et La Belle Équipe.

### Tournage

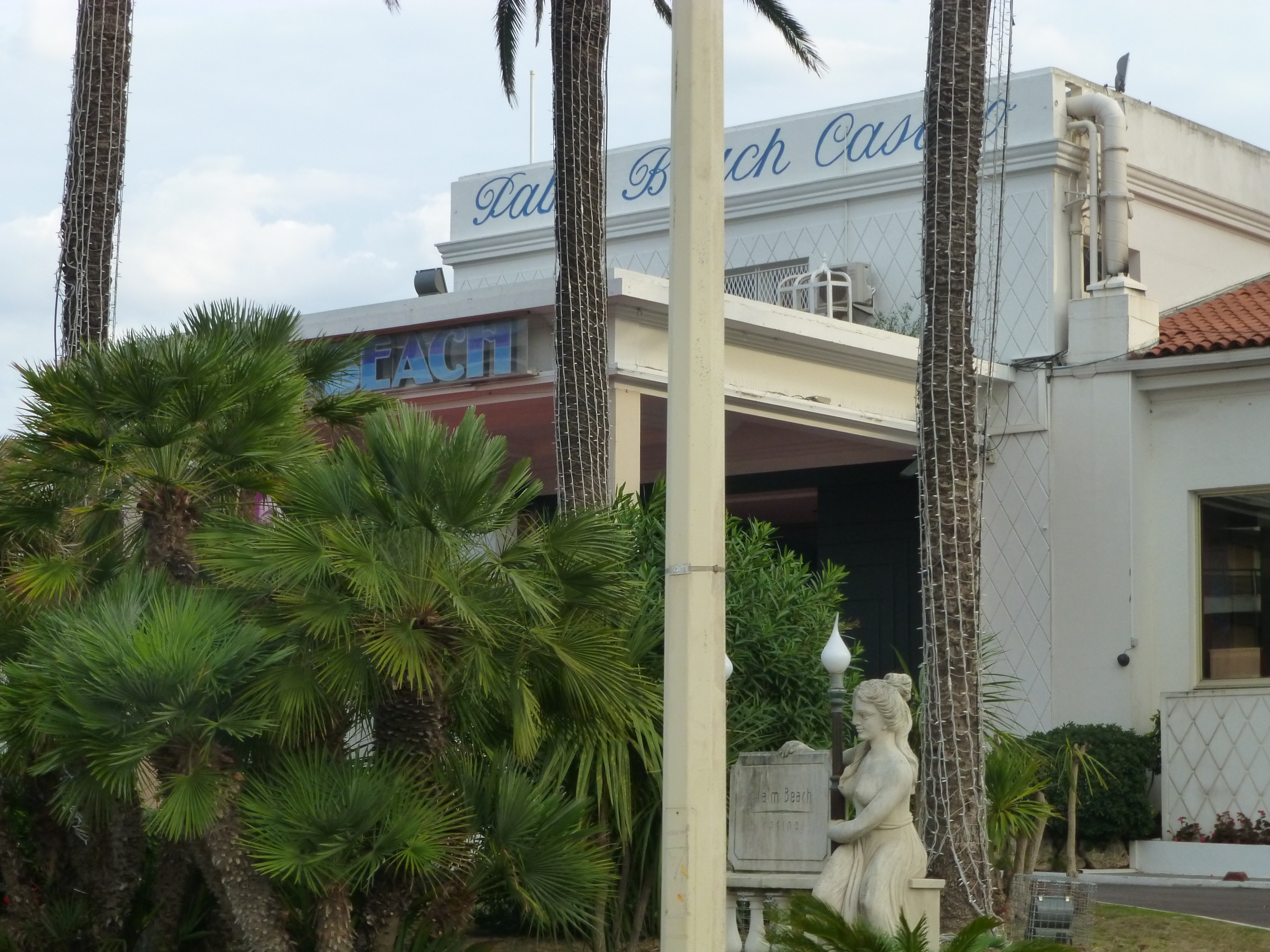
Casino Palm Beach à Cannes.

Le tournage de Mélodie en sous-sol démarre le 22 octobre 1962 pour une durée de deux mois. La première séquence du film, dans laquelle Charles, incarné par Gabin, retourne chez lui, a été tournée à Sarcelles, dans le Val-d'Oise et à Pierrefitte, où se trouve son pavillon (il existe encore, au 97 rue Parmentier). Cette scène immortalise un changement d'époque, car d'après Patrick Glâtre, chargé de la mission cinéma au conseil général du Val-d'Oise et coauteur du livre Jean Gabin, la traversée d'un siècle, « on voit dans ces scènes qu'il ne reconnaît plus la France dans laquelle il a vécu », ajoutant qu'« on ressent bien son décalage avec la société des Trente Glorieuses, qui est en train de transformer son pays ». En effet, le personnage de Gabin revient dans une communauté qu'il ne reconnaît plus, après un séjour prolongé en prison. De plus, sa maison, dont le nom de la rue a changé, est encore là, et paraît assez anachronique dans un paysage de grands immeubles modernes. Glâtre fait le parallèle avec un autre film avec Gabin, Rue des prairies, également tourné à Sarcelles et dans lequel il incarnait un contremaître sur un chantier local, ce qui amuse Glâtre, car dans Rue des prairies, « il travaille donc à la construction des bâtiments qu'il ne reconnaîtra pas trois ans et demi plus tard » pour Mélodie en sous-sol. « L'acteur savait donc qu'ils existaient, mais pas le personnage… », conclut Glâtre. La maison du personnage de Gabin est située rue Parmentier.
La suite du film est tournée à Nice et à Cannes, dans les Alpes-Maritimes. Les résidences où séjourne Francis le temps du casse sont situées Boulevard de la Croisette, tandis que le Palm Beach, casino lieu du casse, est situé place Franklin Roosevelt.
Durant le tournage, les tensions entre Delon et Verneuil sont si fréquentes que l'assistant-réalisateur Claude Pinoteau devait parfois leur servir d'intermédiaire. De même, Gabin reproche à Audiard d'avoir réduit l'importance de son personnage. En revanche, une solide amitié naît entre les deux acteurs vedettes,, dont c'est le premier film dans lequel ils se donnent la réplique.

### Musique
Le compositeur Michel Magne (qu'on aperçoit dirigeant l'orchestre au Palm Beach) a exploité le même thème musical tout au long du film. Il en fera de même l'année suivante pour les musiques du film Les Tontons flingueurs. La musique du film sera par la suite éditée en CD avec celle de Un singe en hiver.

## Sortie et accueil

### Box-office
Mélodie en sous-sol sort en salles le 19 mars 1963 sur le territoire français. Le film prend la première place du box-office parisien avec 82 610 entrées dans trois salles (aux cinémas Marignan, Berlitz et Wepler), mais le score ne lui permet de prendre que la quatrième place du box-office la semaine de sa sortie. La semaine suivante, le film prend la première place du box-office français avec 159 505 entrées dans quinze salles, dont 79 878 entrées à Paris, portant le cumul à 242 115 entrées. Le film atteint le cap des 500 000 entrées lors de sa quatrième semaine à l'affiche.
Le film perd la pôle position du box-office français au profit de Les Bonnes Causes la semaine suivante début mai 1963, mais frôle les 680 000 entrées depuis sa sortie. Il quitte le podium à la fin mai 1963, tout en parvenant à cumuler les 900 000 entrées depuis sa sortie. Contre toute attente, le film remonte à la seconde place fin mai-début juin 1963, puis revient à la première place la semaine suivante. Ce bref retour en tête du podium vaut au film d'atteindre le million d'entrées, bien que le résultat de la semaine est assez faible (plus de 62 000 entrées à cette période).
Il quitte le top 10 le 19 juin 1963 avec 1,1 million d'entrées cumulées depuis sa sortie, pour y revenir de temps à autre à partir la semaine suivante,. En cinq mois à l'affiche, le film totalise 1,5 million d'entrées. Le film reprend la tête du box-office français début octobre 1963 pour un total de 1,8 million d'entrées depuis sa sortie. Les deux millions d'entrées sont atteints fin octobre. Le film quitte le top 30 hebdomadaire la semaine du 11 décembre 1963 avec 2,3 millions d'entrées. Le film totalise 2 340 349 entrées durant l'année 1963. Le film finit son exploitation avec 3 518 083 entrées sur l'ensemble du territoire français, dont 1 248 948 entrées sur Paris, se hissant en septième position du box-office français de l'année 1963.
Le film a également rapporté 1 000 000 $ de recettes aux États-Unis, a été vu par 2 400 000 spectateurs en Italie et a fait 482 473 entrées à Tokyo et dans les villes clés japonaises lors de sa sortie initiale, soit des recettes de 167 163 925 ¥, puis 6 925 entrées (6 944 225 ¥) à Tokyo lors de sa reprise en salles en 1977.
| Pays ou région | Box-office        |
| -------------- | ----------------- |
| France         | 3 518 083 entrées |
| Italie         | 2 400 000 entrées |
| Allemagne      | 1 695 000 entrées |
| Japon          | 489 398 entrées   |
| États-Unis     | 1 000 000 $       |
| Total Monde    | 8 102 481 entrées |

### Version colorisée
Mélodie en sous-sol fait l'objet d'une colorisation par la société américaine CST en 1994. Il s'agit du cinquième film d'Henri Verneuil et du quatrième film avec Jean Gabin à être colorisé,. La version colorisée de Mélodie en sous-sol a la particularité d'être plus courte de treize minutes par rapport à la version intégrale sortie en salles en 1963. De nombreuses scènes furent raccourcies, bien qu'aucune scène complète n'ait été coupée.
Cette version est diffusée pour la première fois à la télévision sur la chaîne Canal+ en 1996.

### Vidéographie
En vidéo, Mélodie en sous-sol est édité pour la première fois en 1982 en VHS chez René Chateau Vidéo. La première édition en DVD du film sort chez H2F le 1er décembre 1999, mais il s'agit de la version colorisée. La version originale en noir et blanc est éditée en DVD chez René Chateau Vidéo le 19 juin 2002 (comprenant filmographies, anecdotes et histoires du film dans les bonus), suivie d'une édition collector 2 DVD le 17 mars 2005 chez le même éditeur, qui comprend un livret et un second disque avec des interviews, une biographie et des filmographies. Le DVD sorti en 2002 est réédité le 23 avril 2008 dans la collection Audiard et en août 2008.
EuropaCorp réédite le film en DVD le 4 mars 2009, qui comprend — selon la jaquette — la version colorisée et la version originale en noir et blanc. Il faudra attendre le 13 novembre 2013 et le 1er septembre 2014 pour que l'éditeur sorte en DVD et Blu-ray la version intégrale sortie en salles,.
Après avoir récupéré les droits du film, Gaumont réédite en 2020 le film en DVD et Blu-ray dans sa version originale sortie en salles,.

## Distinctions
- National Board of Review 1963 : Top Foreign Films
- Prix Edgar-Allan-Poe 1964 : Meilleur film étranger
- Golden Globes 1964 : Meilleur film étranger en langue étrangère

## Autour du film
La fin du film est analogue à celle de L'Ultime Razzia,.